# Любимівка (Малинівська сільська громада)
Люби́мівка (до 1930 року — Святодухівка, до 1958 року — Ворошилівка) — село в Україні, у Малинівській сільській громаді Пологівського району Запорізької області. Населення становить 928 осіб.

## Географія
Село Любимівка знаходиться біля витоків річки Солона, на відстані 3,5 км від села Орлинське (Волноваський район). Річка в цьому місці пересихає, на ній зроблено кілька загат.
Розташоване за 35 км на схід від Гуляйполя. До залізничної станції Магедове — ЗО км.

## Історія
1787 — дата заснування як села Святодухівка.
В 1930 році перейменували в село Ворошилівка.
Під час організованого радянською владою Голодомору 1932—1933 років померло щонайменше 113 жителів села.
В 1958 році перейменували в село Любимівка.
До 2020 орган місцевого самоврядування — Любимівська сільська рада.
12 червня 2020 року, відповідно до Розпорядження Кабінету Міністрів України від № 713-р «Про визначення адміністративних центрів та затвердження територій територіальних громад Запорізької області», увійшло до складу Малинівської сільської громади.
19 липня 2020 року, в результаті адміністративно-територіальної реформи та ліквідації Гуляйпільського району, село увійшло до складу Пологівського району.

## Населення
Згідно з переписом УРСР 1989 року чисельність наявного населення села становила 897 осіб, з яких 408 чоловіків та 489 жінок.
За переписом населення України 2001 року в селі мешкало 917 осіб.

### Мова
Розподіл населення за рідною мовою за даними перепису 2001 року:
| Мова       | Відсоток |
| ---------- | -------- |
| українська | 94,18 %  |
| російська  | 5,39 %   |
| білоруська | 0,43 %   |

## Економіка
- Кооператив «Любимівський».

## Об'єкти соціальної сфери
- Школа.
- Дитячий садочок.
- Фельдшерсько-акушерський пункт.

## Постаті
- Демуренко Дмитро Сергійович (1994—2016) — молодший сержант Збройних сил України, учасник російсько-української війни.